# Наказ №1
Наказ № 1 — документ (наказ), виданий об'єднаною Петроградською радою робітників і солдатських депутатів (Петрорада) 1 (14) березня 1917 року, під час Лютневої революції, за гарнізоном Петроградського округу.
Активну участь у виробленні та редагуванні тексту наказу взяли такі відомі «оборонці», як меншовик Семен Кліванський та позафракційний соціал-демократ, секретар виконкому Петроради Микола Соколов (на лютий 1917 — присяжний повірений, соціал-демократ, друг Керенського та Чхеїдзе).

## Обстановка у Петрограді
1 (14) березня 1917 року фактична влада у Петрограді належала створеним 27 лютого (12 березня) Тимчасовому комітету Державної думи (ТКДД) та Петроградській раді робітничих депутатів. З першого дня спочатку тимчасовий, а потім постійний Виконавчий комітет Ради виступав на підтримку повсталих солдатів і закликав усі військові частини Петрограда обирати своїх представників у Раду.
На вечірньому засіданні Петроради 1 (14 березня) відбулося об'єднання Ради робочих депутатів та утвореної з представників Петроградського гарнізону Ради солдатських депутатів (при цьому переважну більшість депутатів об'єднаної Ради представляли солдати) та розширення Виконкому Ради за рахунок дообрання 10 представників від солдатів та матросів. Саме об'єднаний склад Петроради і схвалив текст Наказу № 1, вироблений на основі вимог солдатів і матросів, які виступали на засіданні.

## Обговорення
На обговорення засідання було поставлено питання про дії Тимчасового комітету Державної думи стосовно гарнізону Петрограда, які викликали побоювання депутатів Ради, оскільки розглядалися ними як спроба повернення «старих порядків». Зокрема, про це свідчив підписаний головою ТКДД Михайлом Родзянком наказ з військам Петроградського гарнізону, підготовлений головою об'єднаної військової комісії підполковником Борисом Енгельгардтом. Наказ, підписаний у ніч на 28 лютого (13 березня), містив такі положення:
|  | 1) Усім окремим нижнім чинам і військовим частинам негайно повернутися у свої казарми; 2) усім офіцерським чинам повернутися до своїх частин і вжити всіх заходів для наведення порядку; 3) командирам частин прибути до Державної думи для отримання розпоряджень об 11 год. ранку 28 лютого. |

На обговорення, під час якого слово надавалося лише представникам гарнізону, було винесено такі питання:
1. Ставлення солдатів до офіцерів, що повертаються;
2. Питання про видачу зброї (роззброєння солдатів);
3. Питання про Військову комісію та межі її компетенції.

За спогадами меншовиків Д. Заславського і В. Канторовича, у той час як виконком Петроради був зайнятий питанням про владу у зв'язку з майбутніми переговорами з Тимчасовим комітетом Державної думи про створення Тимчасового уряду, в сусідньому приміщенні йшло бурхливе зібрання солдатської секції, головував у якому М. Соколов. Соколов же керував комісією з редагування заходів, що пропонувалися, і складання наказу — проте, як писали Заславський і Канторович, «… керівництва по суті ніякого не було. Зверненню надали зовнішній вигляд наказу. Його складали кілька людей за вказівками зборів, де виходили на трибуну нікому не відомі солдати, вносили пропозиції, одна одну радикальніше, і йшли при гучних оплесках. Помилкою було б шукати індивідуального автора цього твору, який здобув історичну популярність під ім'ям „наказу № 1“. Його склала солдатська безособова маса».

## Основні положення
Опубліковано 2 (15) березня 1917 року в ранковому випуску офіційного радянського органу «Известия Петроградського Совета Робочих иСолдатських Депутатов», Наказ був адресований столичному гарнізону, всім солдатам гвардії, армії, артилерії і матросам флоту для негайного виконання, а робітникам Петро з робітником Петрограда.
Наказом наказувалося негайно створити виборні комітети із представників нижніх чинів у всіх військових частинах, підрозділах і службах, і навіть на кораблях. Головним у Наказі № 1 був третій пункт, за яким у всіх політичних виступах військові частини підпорядковувалися тепер не офіцерам, а своїм виборним комітетам та Раді. У наказі передбачалося також, що вся зброя передається у розпорядження та під контроль солдатських комітетів. Наказом запроваджувалося рівність прав «нижніх чинів» з іншими громадянами у політичному, загальногромадянському та приватному житті, скасовувалося титулування офіцерів.
За спогадами останнього військового міністра Тимчасового уряду Олександра Верховського, «Наказ вийшов у дев'яти мільйонах екземплярів».

## Оцінки

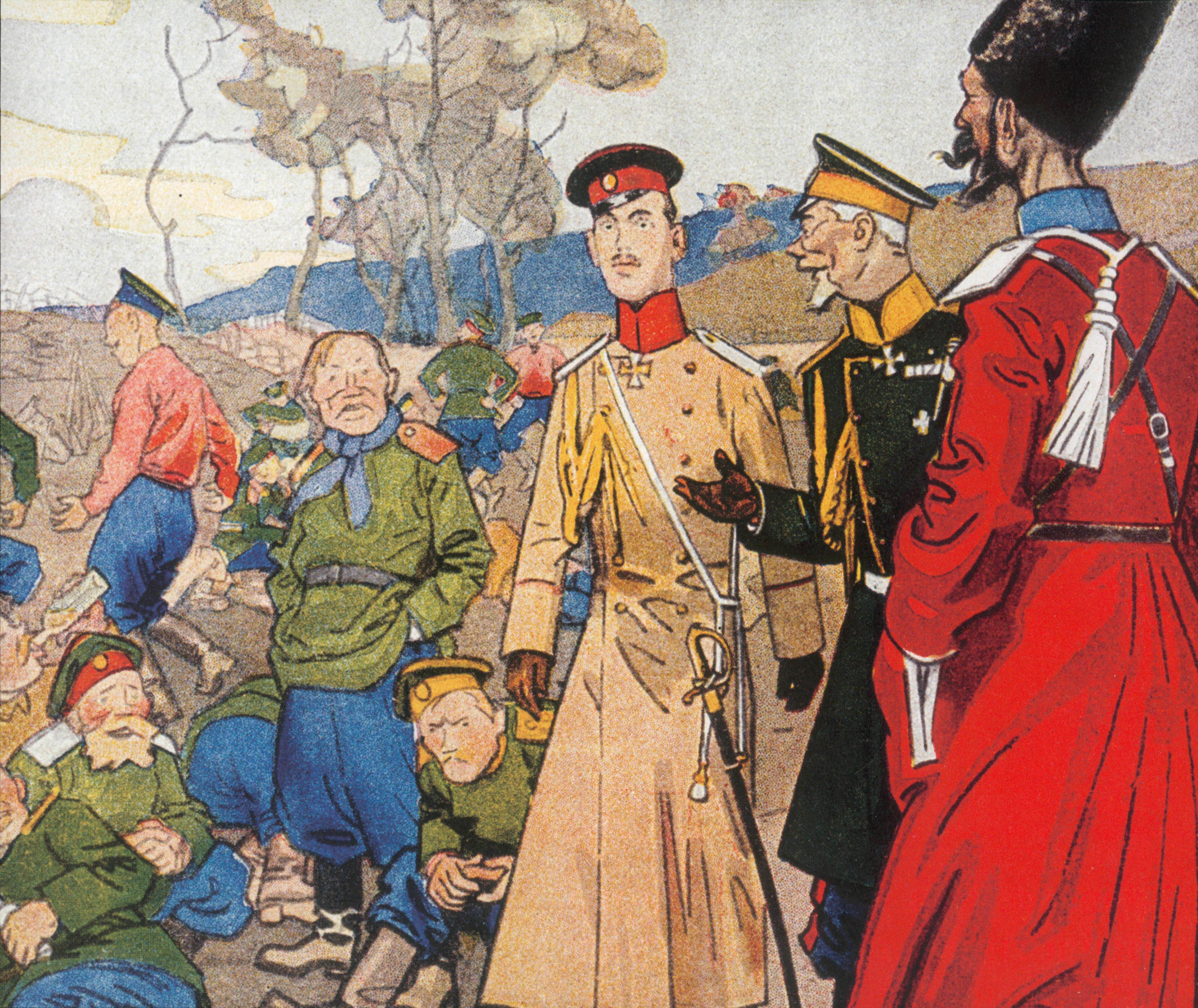
Німецька карикатура на розкладання російської армії, 1917 рік.

На думку історика Е. Костяєва, соціал-демократи, керуючись добрими намірами проведення максимальної демократизації армії в умовах революції, що перемогла, не змогли прорахувати всі можливі наслідки видання Наказу № 1 для російської армії, що виразилися в ще більшому її розкладанні і занепаді дисципліни серед солдатів, що зрештою призвело до безславного виходу Росії з Першої світової війни та підписання Брестського миру.
У радянській історіографії, однак, було прийнято розглядати Наказ № 1 як акт великої важливості, який започаткував демократизацію армії не тільки в Петрограді, а й по всій країні.
Реакція солдатів та офіцерів на появу Наказу № 1 була протилежною. Якщо перші, як писав Олександр Шляпников, були «на сьомому небі від захоплення», то вище військове командування та інші праві буржуазні кола сприйняли його вороже. На думку генерала Антона Денікіна, Наказ № 1 дав «перший, головний поштовх до розвалу армії», а генерал Олександр Лукомський зазначав, що Наказ № 1 «підривав дисципліну, позбавляючи офіцерський командний склад влади над солдатами». Подібними були оцінки Наказу № 1 генералом Миколою Єпанчіним, генералом Петром Красновим, контр-адміралом Олександром Бубновим. З його прийняттям Наказу в армії було порушено основоположний для будь-якої армії принцип єдиноначальності; в результаті сталося різке падіння дисципліни та боєздатності російської армії, що зрештою сприяло її розвалу.
Під впливом різкої критики праворуч есеро-меншовицькі члени Виконкому постаралися відмежуватися від Наказу № 1, заявивши про свою непричетність до нього та зобразивши наказ документом суто солдатського походження. Керівництво Виконкому поспішило обмежити сферу дії Наказу № 1 шляхом видання у роз'яснення першого наказу додаткових наказів № 2 від 6 (19) березня та № 3 від 7 (20) березня.
Наказ № 2, залишаючи у силі всі основні положення, встановлені Наказом № 1, роз'яснював, що у Наказі № 1 йшлося про вибори комітетів, але не начальства; проте, всі проведені вибори офіцерів мають залишитися у силі; комітети мають право заперечувати призначення начальників; всі петроградські солдати повинні підпорядковуватися політичному керівництву виключно Рад робітничих і солдатських депутатів, а в питаннях, що належать до військової служби, — військовій владі. «З іншого боку, — писали Заславський і Канторович, — встановлювалося остаточно, що наказ № 1 має застосування лише межах петроградського гарнізону і фронт поширюватися може. Це роз'яснення значно послабило початкове враження, викликане наказом № 1, проте психологічна атмосфера ворожнечі і недовіри у колах вищого офіцерства було створено, і розсіяти її було важко». Через два дні після Наказу № 2 виконком Петроради знову виступив із коротким роз'ясненням-зверненням до військ, в якому зверталася увага на дотримання дисципліни. Проте, на думку Денікіна, Наказ № 2 був поширений у військах і вплинув «на перебіг подій, викликаних до життя наказом № 1».
Олександр Гучков, який очолив військову комісію 1 (14) березня і безуспішно намагався домогтися від Петроради скасування Наказу № 1 чи, по крайнього заходу, поширення його лише тилові частини, 9 (22) березня у телеграмі генералу Михайлу Алексєєву так описав ситуацію:
|  | Тим. уряд не має в своєму розпорядженні будь-якої реальної влади, і його розпорядження здійснюються лише в тих межах, які допускає Рада роб. і солд. депутатів, що має в своєму розпорядженні найважливіші елементи реальної влади, тому що війська, залізниця, пошта і телеграф в її руках. Можна прямо сказати, що Тим. уряд існує, лише поки це допускається Радою роб. і солд. депутатів. Зокрема, по військовому відомству нині видається можливим віддавати лише ті розпорядження, які не йдуть докорінно врозріз із постановами вищеназваної Ради. |

4 (17) травня в Маріїнському палаці під головуванням міністра-голови князя Геогія Львова відбулася нарада, у якій узяли участь усі члени Тимчасового уряду та виконкому Петроради, з одного боку, а з іншого — Верховний головнокомандувач генерал Алєксєєв і головнокомандувачі Західного, Південно-Західного, Північного і Румунського фронтів.
Коли генерал Алексєєв прямо заявив учасникам зборів, що армія «на краю загибелі» і початок її розкладання було покладено Наказом № 1, на захист останнього став товариш голови Петроради меншовик Матвій Скобелєв, заявив:
|  | Вам, можливо, став би зрозумілим наказ № 1, якби ви уявили собі обставни, за яких його видали. Перед Радою була неорганізована маса солдатів, яка перейшла на бік революції і покинута своїми офіцерами. В умовах, коли перемога революції ще не була забезпечена, наказ № 1 наказував виборним солдатським комітетам узяти під контроль зброю військових частин і в жодному разі не видавати її офіцерам, якщо вони того вимагатимуть. Чим був викликаний такий захід? Тим, що в момент переходу солдатів на бік повсталого народу всі офіцери Петроградського гарнізону залишили полки і зникли. Легко зрозуміти, що така поведінка офіцерів у розпал боротьби на життя і смерть між старим режимом і революцією викликала тривогу в Раді, як і серед солдатів. Було побоювання, що офіцери знайдуть слухняні їм сили і зроблять спробу роззброїти революційні полки. Чи могла Рада в цих умовах не вжити тих заходів, яких вона вжила? Але навіть у цих умовах Рада не забула нагадати солдатам про їхній військовий обов'язок і внесла до наказу № 1 припис, що в строю і під час виконання військових обов'язків солдати мають дотримуватися найсуворішої військової дисципліни. |

Позафракційний соціал-демократ Йосип Гольденберг був ще більш відвертим у своїй оцінці:
|  | Наказ №1 - не помилка, а необхідність. Його редагував не Соколов; він є одностайним вираженням волі Ради. У день, коли ми "зробили революцію", ми зрозуміли, що якщо не розвалити стару армію, вона розчавить революцію. Ми повинні були вибирати між армією і революцією. Ми не вагалися: ми прийняли рішення на користь останньої і вжили - я сміливо стверджую це - належний засіб. |

Автори «Чорної книги комунізму» називають Наказ № 1 «справжньою Декларацією прав солдата, завдяки якій зникли найбільш принизливі дисциплінарні правила, ухвалені у старій армії». У той самий час вони вказують, що солдатські комітети, викликані життя Наказом № 1, "безперервно розширювали свої повноваження. Вони могли зміщувати того чи іншого командира і вибирати нового, вони втручалися у питання військової стратегії, являючи собою небувалий зразок «солдатської влади». Ця солдатська влада проклала шлях своєрідному " окопному більшовизму ", який Верховний Головнокомандувач російської армії генерал Брусилов охарактеризував так: " Солдати не мали ні найменшого уявлення про те, що таке комунізм, пролетаріат або конституція. Їм хотілося тільки миру, землі та вільного життя, щоб не було ні офіцерів, ні поміщиків. Більшовизм їх був насправді лише відчайдушним прагненням до свободи без жодних обмежень, до анархії "".
Наказ № 1 сприйняли на Чорноморському флоті як фікція і не сприймався як законодавчий акт. 24.01.1920 р. адмірал Колчак на допиті в Іркутській ГубЧК показав таке:
|  | Алексєєвський. Я хотів би поставити запитання про ваше ставлення до наказу № 1. Колчак. Наказ № 1 було повідомлено царськосільською радіостанцією за підписом Ради Робочих та Солдатських Депутатів. Коли на одному з мітингів, на якому зібралося величезна кількість вільних від служби команд, мене запитали, як ставитися до цього наказу, я сказав, що для мене цей наказ, відданий Радою Робочих та Солдатських Депутатів, не є ані законом, ані актом, який слід було б виконувати, доки він не буде санкціонований урядом, оскільки, в силу цього положення, Ради Робочих і Солдатських Депутатів можуть збиратися в будь-якому місці, в будь-якому місті, і чому в такому разі наказ Петроградської Ради є обов'язковим, а необов'язковий наказ Ради в Одесі чи іншому місці? У всякому разі, я вважаю, що цей наказ не має для мене жодної сили, і я виконуватиму тільки ті накази, які отримуватиму або від уряду, або від ставки. Команди до цього поставилися вчинення спокійно і жодних питань мені не ставили. Коли прийшло від Гучкова відоме розпорядження, воно було проведено в життя без заперечень з мого боку ' . |

## Текс наказу
|  | Наказ № 1. 1 березня 1917 р. Згідно з гарнізоном Петроградського округу для всіх солдатів охорони, армії, артилерії та військово -морського флоту для негайних та точних виступу та працівників Петроградів для інформації та лідерства. Рада робітничих та солдатіських депутатів вирішила: 1) У всіх ротах, батальйонах, полках, парках, батареях, ескадронах і окремих службах різного роду військових управлінь і на суднах військового флоту негайно вибрати комітети з виборних представників від нижніх чинів вищевказаних військових частин. 2) У всіх військових частинах, які ще не вибрали своїх представників до Ради робітничих депутатів, обрати по одному представнику від рот, яким і з'явитися з письмовими посвідченнями в будівлю Державної думи до 10 години ранку 2 цього березня. 3) У всіх своїх політичних виступах військова частина підпорядковується Раді робітничих і солдатських депутатів і своїм комітетам. 4) Накази військової комісії Державної думи слід виконувати, за винятком тих випадків, коли вони суперечать наказам і постановам Ради робітничих і солдатських депутатів. 5) Усякого роду зброя, як-то: гвинтівки, кулемети, броньовані автомобілі та інше, має перебувати в розпорядженні і під контролем ротних і батальйонних комітетів і в жодному разі не видаватися офіцерам навіть за їхніми вимогами. 6) У строю і під час виконання службових обов'язків солдати повинні дотримуватися суворої військової дисципліни, але поза службою і строєм у своєму політичному, загальногромадянському і приватному житті солдати ні в чому не можуть бути применшені в тих правах, якими користуються всі громадяни. Зокрема, вставання у фронт і обов'язкове віддання честі поза службою скасовується. 7) Так само скасовується титулування офіцерів: ваша превосходительство, благородіє тощо, і замінюється зверненням: пан генерал, пан полковник тощо. Грубе поводження з солдатами будь-яких військових чинів і, зокрема, звернення до них на "ти" забороняється, і про всяке порушення цього, так само як і про всі непорозуміння між офіцерами і солдатами, останні зобов'язані доводити до відома ротних комітетів. Цей наказ прочитати у всіх ротах, батальйонах, полках, екіпажах, батареях та інших стройових і нестройових командах. Петроградська Рада робітничих та солдатських депутатів. |